# Niels Neergaard
Niels Thomasius Neergaard, född den 27 juni 1854 i Ugilt nära Hjørring, död den 2 september 1936 i Köpenhamn, var en dansk politiker för det liberala partiet Venstre och historiker.

## Biografi
Neergaard tog 1879 magisterkonferensen i historia och 1882 en statsvetenskaplig examen. Han uppsatte och redigerade 1884–92 månadsskriften Tilskueren, var till 1897 redaktör av Aarhus amtstidende och senare även direktör för Nordisk Livsforsikringsselskab.
Åren 1887–1889 och från 1892 var Neergaard folketingsman. Han slöt sig genast till Det Forhandlende Venstre och fick tidigt plats i dess styrelse. Han invaldes 1892 i finansutskottet och var i tre år en av dess referenter, dessutom 1897–99 medlem av tullutskottet. På det hela taget var han sitt partis talman i alla ekonomiska frågor och efter Frede Bojsens avgång från riksdagen 1901 dess egentlige ledare.
Han hade medverkat till den så kallade förlikningen 1894, som genomdrevs med hjälp av samverkan mellan Højre och Det Forhandlende Venstre. Därigenom hade emellertid denna grupp isolerats från de övriga venstregrupperna, och när dessa fick majoritet (Venstrereformpartiet) och 1901 Deuntzers regering bildades, hölls "förlikningsmännen" utanför och behandlades som avfällingar.
Lojalt understödde Neergaard emellertid regeringen, och sedan Venstrereformpartiet sprängts och dess ena grupp under J.C. Christensen 1905 bildat en ministär med uteslutande av de radikala elementen, kom Neergaard att spela en allt större roll i folketinget. Som tullutskottets referent 1908 hade han huvudandelen i tillkomsten av den nya tullagen, och då finansministern Lassen samma år avlidit, blev han 24 juli 1908 hans efterträdare.
Då därefter i september samma år hela ministären på grund av Alberti-skandalen avgick, blev Neergaard 12 oktober själv konseljpresident och försvarsminister. Som sådan framlade han, som förut varit motståndare till Köpenhamns befästande åt landsidan, i februari 1909 ett förslag om denna befästnings utvidgning med flera nya fort, hävdade dess politiska nödvändighet och förklarade sig vilja stå eller falla med denna sak.
Emellertid lyckades han ej fullständigt övervinna Venstrereformpartiets motstånd under Christensen, lämnade i augusti försvarsprogrammets genomförande åt denne och övertog åter finansministerportföljen. I oktober avgick han med hela denna ministär, men blev i juli 1910 på nytt finansminister under sin närstående partivän Klaus Berntsen och strävade sedan att få jämvikt i statshushållningen dels genom sparsamhet, dels genom en rad nya skatter, tills hela ministären efter sitt nederlag vid folketingsvalen i maj 1913 måste avgå (juni samma år).
Neergaard var som finansminister i ministären Berntsen en av de främsta upphovsmännen till grundlagsförslaget av oktober 1912, vilket blev lag 5 juni 1915. Efter sin avgång med den övriga ministären juni 1913 fulländade han sitt historiska verk Under Junigrundloven. En Fremstilling af det danske Folks politiske Historie fra 1848 til 1864 I–II (1892–1916), dåtidens huvudarbete i dansk historia för denna period, en erkänt opartisk framställning av Danmarks politiska historia. I verket Danmarks Riges Historie skildrade han skedet 1852–1864 (1907).
Neergaard intog som Venstres främste talare i finansfrågor en framskjuten ställning i folketinget, invaldes 1918 i politiska utskottet och var 1919 medlem av delegationen till Paris rörande Sønderjyllandsfrågan. Neergaard stod i gränsfrågan ursprungligen helt på H.P. Hanssens ståndpunkt, men närmade sig småningom rörelsen för införlivande av Flensborg med Danmark. Då Neergaard efter valen i april 1920 till folketinget bildade en ny venstreministär (maj samma år), var gränsfrågan emellertid redan avgjord i enlighet med den så kallade Clausen-linjen.
Stödd på en majoritet av venstremän och konservativa, ledde Neergaard som stats- och finansminister regeringen till april 1924 under mycket svåra förhållanden: krigstidens restriktioner skulle avvecklas, införlivandet av Sønderjylland medförde mycket betydande statsutgifter, de ekonomiska förhållandena krävde den största försiktighet, och föreningen mellan den på jordbruksbefolkningen stödda venstrne med stadshögern vållade mycket besvär.
Landmandsbankens katastrof gav anledning till angrepp mot Neergaard för obeslutsamhet, och ministären måste i oktober 1922 rekonstrueras. Vid folketingsvalen 1924 fick den av socialdemokraterna och Radikale venstre bestående oppositionen en knapp majoritet, och Neergaard avgick med därför i april samma år. Han återkom dock 1926–29 som finansminister i Madsen-Mygdals ministär.